# Xã Otter Creek, Quận Lucas, Iowa
Xã Otter Creek (tiếng Anh: Otter Creek Township) là một xã thuộc quận Lucas, tiểu bang Iowa, Hoa Kỳ. Năm 2010, dân số của xã này là 239 người.